# Китойская культура
Китойская культура — археологическая культура раннего сибирского неолита (VI—V тыс. до н. э.), связанная с регионом Прибайкалья.

## История изучения
Первые следы культуры обнаружены Н. И. Витковским на территории Иркутской области (устье реки Китой) в 1881 году. В особую культуру выделена Л. П. Хлобыстиным в сер. 1960-х гг.

## Материальная культура
Встречаются погребения людей, убитых стрелами, что свидетельствует о наличии вооруженных конфликтов. Могильники несут следы охры, фиксируются обожженные фрагменты черепов медведя. Разнообразны каменные и костяные наконечники стрел. Остроги и рыболовные крючки свидетельствуют о наличии рыболовства. Также встречаются нефритовые шлифованные ножи, топоры, тёсла. Для костяных изделий характерен орнамент из кружочков с точкой в центре. Керамика встречается в захоронениях крайне редко.

## Генетические связи
Сменилась серовской культурой, но генетических связей с ней не выявлено.

## Антропология
Антропологический тип носителей культуры определён как «протомонголоидный». У представителей китойской культуры из могильника Локомотив, живших 8125—6885 лет назад, определены митохондриальные гаплогруппы A, C, D, F, G (субклада G2a), U (субклада U5a).